# Мачинская, Регина Ильинична
Регина Ильинична Мачинская (урождённая Шехвиц, род. 17 октября 1953, Москва) — психолог, доктор биологических наук, профессор, член-корреспондент РАО.

## Биография
В 1971 году закончила 2-ю физико-математическую школу города Москвы. 
В 1977 году выпускница психологического факультета Московского государственного университета.
- С 1977 по 1990 год работала младшим научным сотрудником лаборатории математических методов исследования Института коррекционной педагогики Российской академии образования (раньше Институт дефектологии АПН СССР).

В 1988 году успешно защитила диссертацию на тему «Электрофизиологическое исследование функциональной специализации больших полушарий головного мозга человека в норме и при глубоком нарушении слуха» на соискание степени кандидата биологических наук. 
- В 1990–1993 годах — старший научный сотрудник консультативно-диагностического центра «КАРАД» (коррекция, адаптация, реабилитация аномальных детей).

В 1993 году поступила на работу в лабораторию нейрофизиологии когнитивной деятельности Института возрастной физиологии РАО, была последовательно старшим научным сотрудником, ведущим научным сотрудником. С 2004 года является заведующей этой лабораторией. 
В 2002 году успешно защитила диссертацию на соискание степени доктора биологических наук по теме «Формирование нейрофизиологических механизмов произвольного избирательного внимания у детей младшего школьного возраста».
- Профессор кафедры психологии и педагогической антропологии Московского государственного лингвистического университета (отделение психологии).